# 冯庄乡 (彭阳县)
冯庄乡，是中华人民共和国宁夏回族自治区固原市彭阳县下辖的一个乡镇级行政单位。

## 行政区划
冯庄乡下辖以下地区：
雅石沟村、小寺村、小湾村、冯庄村、虎崾岘村、茨湾村、小园子村、上湾村、崖湾村、高庄村和羊草湾村。